# Movistar Team (vrouwenwielerploeg)/2021
Deze pagina geeft een overzicht van de vrouwenwielerploeg Movistar Team in 2021.

## Algemeen

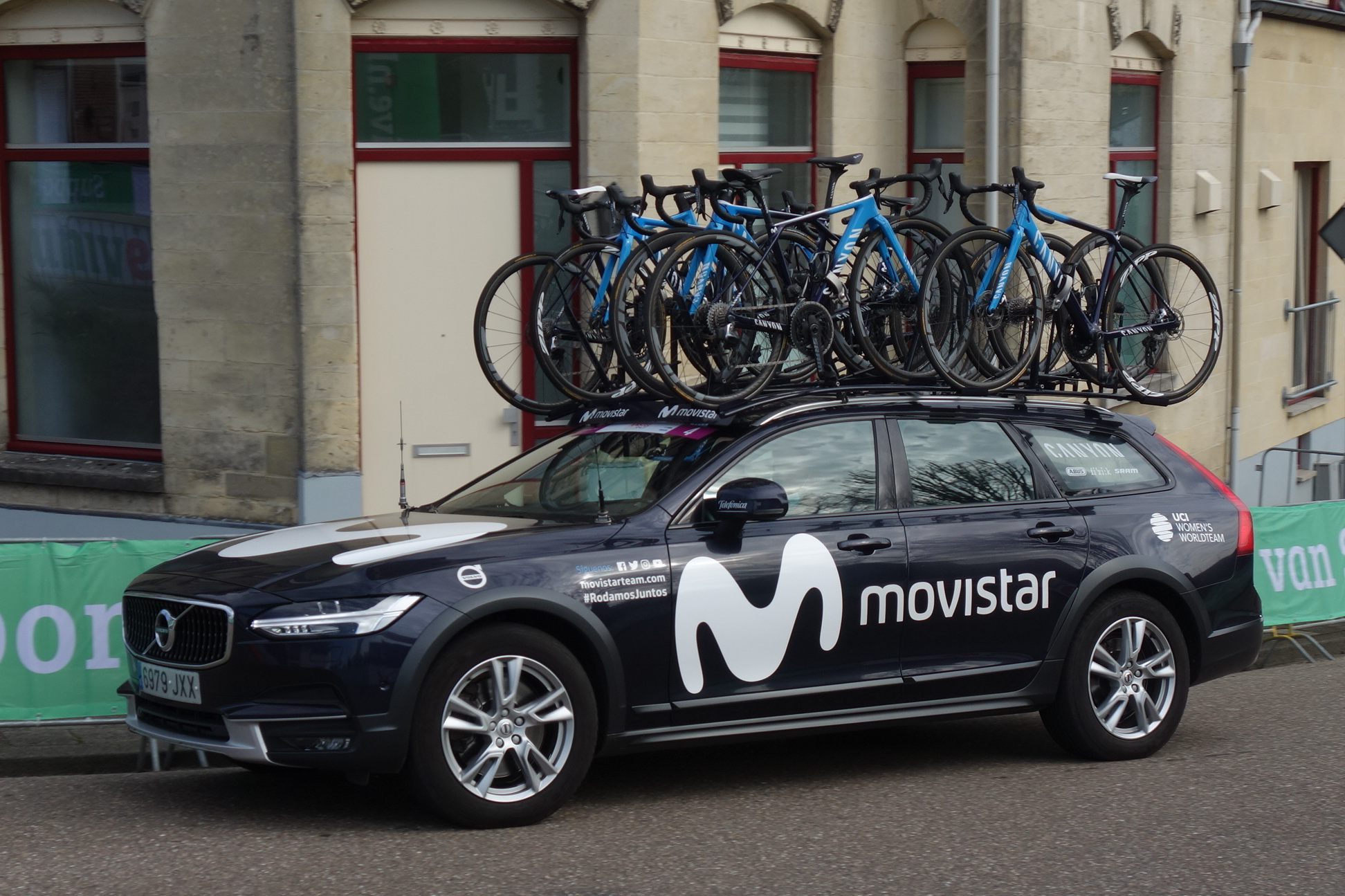
Ploegauto in de Amstel Gold Race 2021.

Algemeen manager: Sebastian Unzue Gravalos
Ploegleiders: Pablo Lastras, Jorge Sanz
Fietsmerk: Canyon

## Renners
| Naam                 | Geboortedatum | Nationaliteit    | Ploeg 2020          |
| -------------------- | ------------- | ---------------- | ------------------- |
| Katrine Aalerud      | 04-12-1994    | Noorwegen        |                     |
| Aude Biannic         | 27-03-1991    | Frankrijk        |                     |
| Jelena Erić          | 15-01-1996    | Servië           |                     |
| Alicia González      | 27-05-1995    | Spanje           |                     |
| Barbara Guarischi    | 10-02-1990    | Italië           |                     |
| Sheyla Gutiérrez     | 01-01-1994    | Spanje           |                     |
| Sara Martin          | 22-03-1999    | Spanje           | Sopela Women's Team |
| Emma Norsgaard       | 26-07-1999    | Denemarken       | Paule Ka            |
| Lourdes Oyarbide     | 08-05-1995    | Spanje           |                     |
| Paula Patiño         | 29-03-1997    | Colombia         |                     |
| Gloria Rodríguez     | 06-03-1997    | Spanje           |                     |
| Alba Teruel          | 17-08-1996    | Spanje           |                     |
| Leah Thomas          | 30-05-1989    | Verenigde Staten | Paule Ka            |
| Annemiek van Vleuten | 08-10-1982    | Nederland        | Mitchelton-Scott    |

### Vertrokken
| Naam         | Geboortedatum | Nationaliteit | Ploeg 2021              |
| ------------ | ------------- | ------------- | ----------------------- |
| Eider Merino | 02-08-1994    | Spanje        | A.R. Monex Women's Team |

## Overwinningen
| Kampioenschappen OS 2020 - tijdrit: Annemiek van Vleuten NK tijdrijden Denemarken: Emma Norsgaard NK tijdrijden Noorwegen: Katrine Aalerud NK wegwedstrijd Servië: Jelena Erić Healthy Ageing Tour Jongerenklassement: Emma Norsgaard Dwars door Vlaanderen Annemiek van Vleuten Ronde van Vlaanderen Annemiek van Vleuten Festival Elsy Jacobs 1e etappe: Emma Norsgaard 2e etappe: Emma Norsgaard Eindklassement: Emma Norsgaard Puntenklassement: Emma Norsgaard Jongerenklassement: Emma Norsgaard | Setmana Ciclista Valenciana 1e etappe: Annemiek van Vleuten Eindklassement: Annemiek van Vleuten Ploegenklassement: *1) Emakumeen Nafarroako Klasikoa Annemiek van Vleuten Ronde van Thüringen 1e etappe: Emma Norsgaard Jongerenklassement: Emma Norsgaard Ronde van Italië 6e etappe: Emma Norsgaard Clásica San Sebastián Annemiek van Vleuten Ronde van Noorwegen 3e etappe: Annemiek van Vleuten Eindklassement: Annemiek van Vleuten | Ceratizit Challenge 2e etappe: Annemiek van Vleuten 3e etappe: Annemiek van Vleuten Eindklassement: Annemiek van Vleuten Tour de l'Ardèche 2e etappe: Leah Thomas Eindklassement: Leah Thomas Puntenklassement: Leah Thomas |

*1) Ploeg Setmana Ciclista Valenciana: Aalerud, González, Guarischi, Patiño, Rodríguez, Van Vleuten
Mannen: 2003 · 2004 · 2005 · 2006 · 2007 · 2008 · 2009 · 2010 · 2011 · 2012 · 2013 · 2014 · 2015 · 2016 · 2017 · 2018 · 2019 · 2020 · 2021 · 2022 · 2023 · 2024 · 2025
Vrouwen: 2018 · 2019 · 2020 · 2021 · 2022 · 2023 · 2024
Alé BTC Ljubljana · Team BikeExchange · Canyon-SRAM · FDJ Nouvelle-Aquitaine Futuroscope ·  Liv Racing · Movistar Team · Team DSM · Team SD Worx · Trek-Segafredo